# صلاح الدين الجورشي
صلاح الدين الجورشي هو مفكر إسلامي تونسي أحد منظري اليسار الإسلامي في تونس وأحد أبرز الإعلاميين على الساحة التونسية.

## الحركي
- انتمى في السبعينات إلى الجماعة الإسلامية وخرج عنها في نهاية السبعينات، ليكون أحد مؤسسي تيار اليسار الإسلامي إلى جانب الجامعي أحميدة النيفر.
- انتمى إلى الهيئة المديرة للرابطة التونسية للدفاع عن حقوق الإنسان وهو يتولى فيها خطة نائب الرئيس.
- أسس عام 1989 منتدى الجاحظ وما زال يتولى رئاسته، والمنتدى مفتوح أمام رجال الفكر من العرب وغيرهم للنقاش حول مختلف القضايا الفكرية.

## الصحافي
ساهم صلاح الدين الجوشي في عدد من الصحف التونسية بدءا من مجلة المعرفة الإسلامية في السبعينات ثم عمل في الثمانينات في جريدة الرأي فمجلة المغرب العربي المستقلتين. وترأس في الثمانينات أيضا تحرير مجلة الفكر الإسلامي المستقبلي 15-21 وفي التسعينات اشتغل خطة رئيس تحرير مجلة حقائق. وهو يعمل حاليا مراسلا لعدد من الصحف العربية. وتمتاز كتاباته بالجدية والعمق.

## وصلات خارجية
- مقالات صلاح الدين الجورشي في موقع إذاعة جوهرة أف أم